# Johannes Merkel (Jurist)

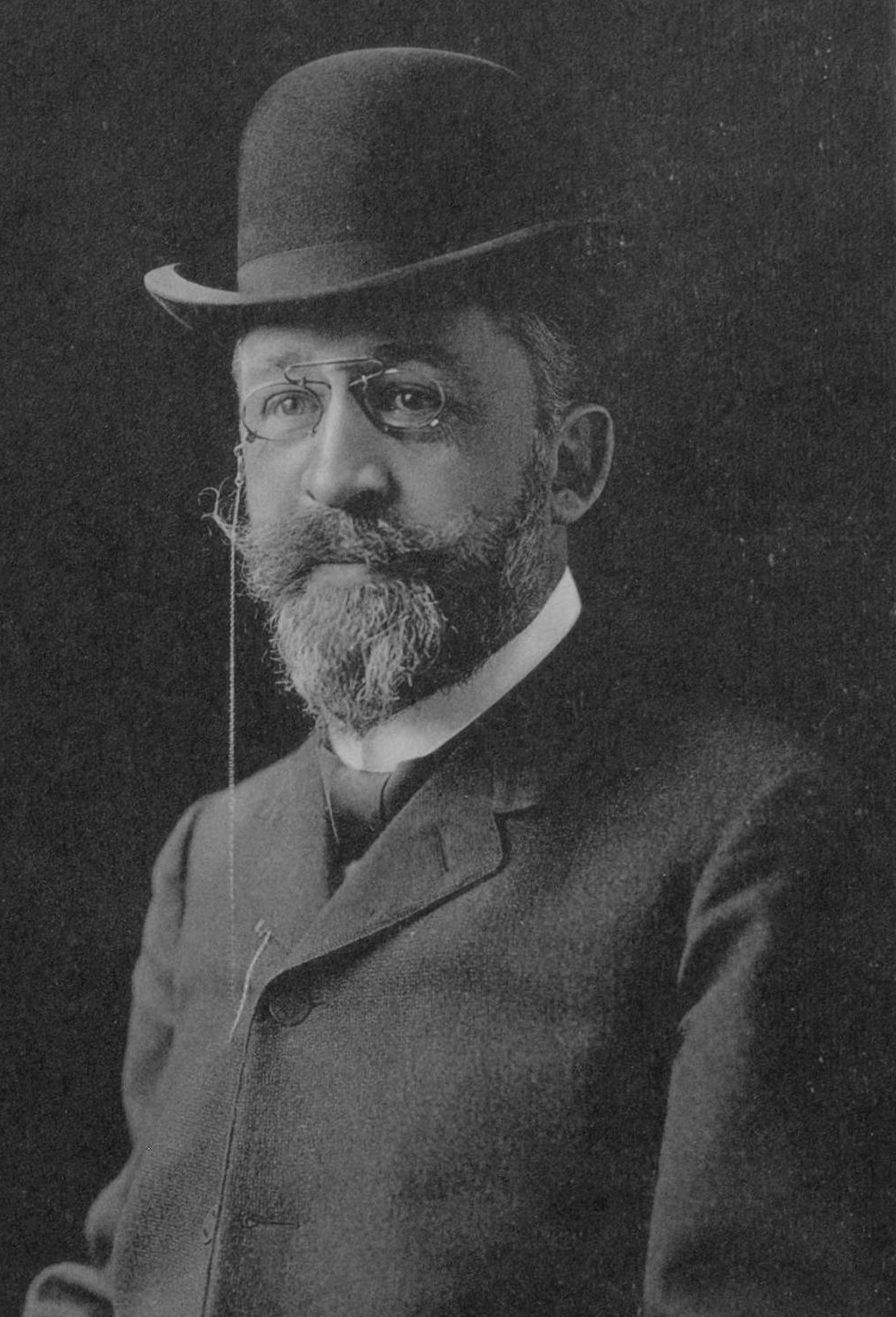
Johannes Merkel

Johannes Merkel (* 30. Dezember 1852 in Halle/Saale; † 23. Dezember 1909 in Göttingen) war ein deutscher Jurist. 

## Leben
Merkels Vater war der Jurist Paul Johannes Merkel, seine Mutter war Anna Merkel, geb. Pinder. Nach dem frühen Tod des Vaters lebte Johannes Merkel bei Verwandten in Nürnberg, wo er das Gymnasium besuchte. Anschließend studierte er Jura an den Universitäten Göttingen, Halle und München. 1874 wurde er in Göttingen promoviert, 1877 in Halle habilitiert. 1881 wurde er außerordentlicher Professor an der Universität Halle, im gleichen Jahr wechselte er an die Universität Rostock, wo er ordentlicher Professor wurde. 1885 ging Merkel an die Universität Göttingen, wo er römisches, deutsches und bürgerliches Recht lehrte. 1899/1900 war er Prorektor der Universität. Merkel war daneben stark in der evangelischen Kirche engagiert und gehörte dem Landeskonsistorium und der Landessynode an. 
Seit 1881 war Merkel mit Käthe von Dollmann verheiratet, die beiden hatten zwei Söhne und zwei Töchter.

## Werke
- Die Lehre von der successio graduum unter Intestaterben. Laupp, Tübingen 1876 (Zugl.: Göttingen, Univ., Diss., 1874).
- Über den Konkurs der Aktionen nach römischem Privatrecht. Halle a.S. 1877 (Halle, Univ., Jur. Habil.-Schr., 1877).
- Das Verfahren in bürgerlichen Rechtsstreitigkeiten vor den Landgerichten, Oberlandesgerichten, obersten Landesgerichten und dem Reichsgericht. In tabellarischer Übersicht zusammengestellt. Berlin 1879
- Ueber Arrest und einstweilige Verfügungen nach dem geltenden Deutschen Proceßrecht. Niemeyer, Halle 1880 (Digitalisat).
- Abhandlungen aus dem Gebiete des römischen Rechts. Niemeyer, Halle
  - Bd. 1: Über die Begnadigungscompetenz im römischen Strafprocesse, 1881
  - Bd. 2: Über die Geschichte der Klassischen Appellation, 1883.
  - Bd. 3: Über die Entstehung des römischen Beamtengehaltes und über römische Gerichtsgebühren, 1888.
- Heinrich Husanus (1536–1587): herzoglich Sächsischer Rath, Mecklenburgischer Kanzler, Lüneburgischer Syndicus; eine Lebensschilderung. Horstmann, Göttingen 1898.
- Die Irrungen zwischen Herzog Erich II. und seiner Gemahlin Sidonie (1545–1575). In: Archiv des historischen Vereins für Niedersachsen (1899), S. 11–101.
- Gustav Hugo: Festrede im Namen der Georg-Augusts-Universität zur akademischen Preisverteilung am XXX. Mai MDCCCC gehalten. Dieterich, Göttingen 1900 (Digitalisat).
- Der Kampf des Fremdrechtes mit dem einheimischen Rechte in Braunschweig-Lüneburg: eine historische Skizze. Hahn, Hannover 1904 (Quellen und Darstellungen zur Geschichte Niedersachsens; 19).
- Die Begnadigung am Passahfeste. In: Zeitschrift für die neutestamentliche Wissenschaft. Bd. 6 (1905), S. 293–316.
- Die justinianischen Enterbungsgründe: eine rezeptionsgeschichtliche Studie. Marcus, Breslau 1908 (Untersuchungen zur deutschen Staats- und Rechts-Geschichte; 94).